# Кляйн, Цезарь
Это личная страница участника русской Википедии.
Это не энциклопедическая статья.
Если вы видите эту страницу не на сайте русской Википедии (ru.wikipedia.org или ru.m.wikipedia.org), то вы просматриваете зеркало сайта. Это означает, что эта страница могла устареть, и человек, которому принадлежит эта страница, может не иметь какого-либо отношения к другим проектам, кроме Википедии.
Оригинал страницы находится по адресу ru.wikipedia.org/wiki/Участник:Кляйн,_Цезарь.
Цезарь Кляйн (нем. César Klein) (14 сентября 1876, Гамбург, Германия — 13 мая 1954, Пансдорф близ Любека, ФРГ) — немецкий художник: живописец, график и сценограф, представитель экспрессионизма.

## Биография

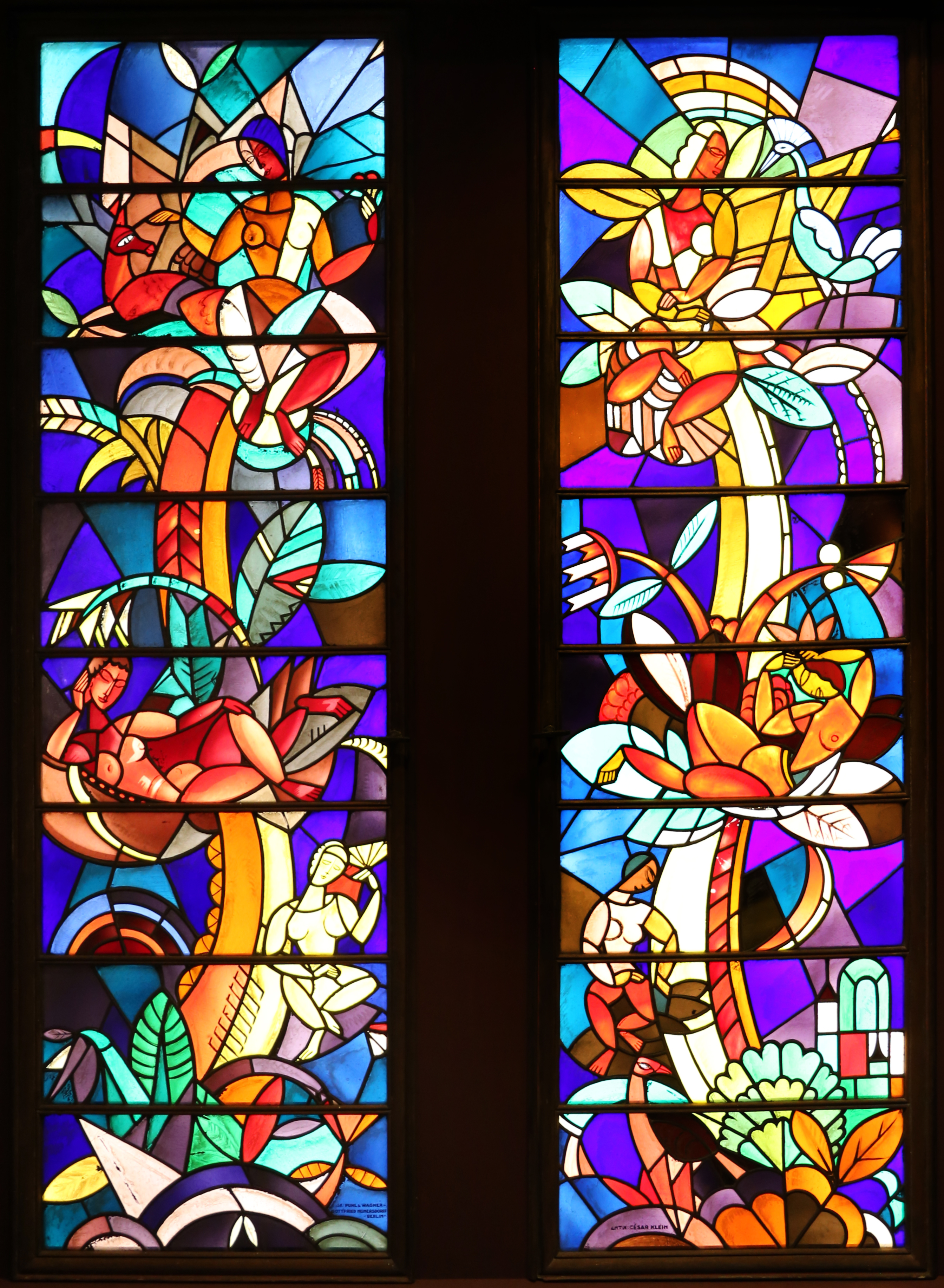
Витражи виллы. 1919. 269 x 87 см. Музей художественных ремёсел, Берлин

Родился в Гамбурге в семье плотника. Обучение проходил в Гамбургской школе прикладных искусств, Дюссельдорфской академии и в институте при берлинском Музее художественных ремёсел.
В 1910 году Кляйн становится одним из 27 основателей Нового сецессиона — объединения художников-экспрессионистов.

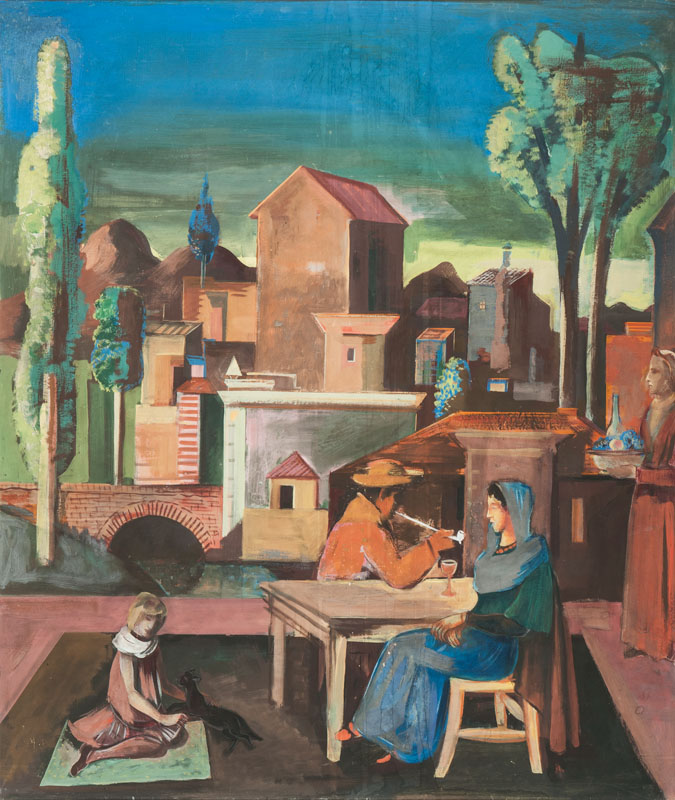
Вечерний трактир. Около 1926 г., гуашь, бумага, дерево, 93 x 80,5 см. Частное собрание.

Первой крупной работой Кляйна стала роспись и оформление вестибюля и зрительного зала берлинского кинотеатра Марморхаус. Росписи и занавес кинотеатра представляли собой новаторскую попытку привнесения экспрессионизма в прикладное искусство.
Кляйн присоединяется к немецкому Веркбунду и в 1914 году вместе с Вальтером Гропиусом и Герхардом Марксом организует выставку в Кёльне. В 1918 году Кляйн — один из основателей «Ноябрьской группы». Группа выступала за объединение различных авангардных направлений и за участие художников в общественной жизни. Кляйн создаёт множество плакатов и иллюстраций для газет, журналов и политических брошюр.
В 1919 году Кляйн начинает преподавать в институте при берлинском Музее художественных ремёсел, а после его слияния с Академией художеств руководит классами монументальной живописи, витражей и сценографии.
В 1920-е и в начале 1930-х годов он создавал декорации для ряда драматических и оперных постановок, в частности, для «Орфея и Эвридики» Глюка в Берлине и Зальцбурге (1926-7) и «Дона Карлоса» Верди в Гамбурге (1934). Он также был художником экспрессионистского фильма «Генуин» (1920) и нескольких других.
С 1931 года Кляйн занимает профессорскую должность, но после прихода к власти нацистов его отстраняют, а его искусство объявляют дегенеративным. С 1935 года он жил в своём сельском доме в Пансдорфе недалеко от Любека.
После 1945 года Кляйн склоняется к абстрактной живописи с элементами сюрреализма и продолжает работать для театра.